# Primerigonina
Primerigonina Wunderlich, 1995 è un genere di ragni appartenente alla famiglia Linyphiidae.

## Distribuzione
L'unica specie oggi attribuita a questo genere è stata reperita a Panama.

## Tassonomia
A giugno 2012, si compone di una specie:
- Primerigonina australis Wunderlich, 1995[3] — Panama